# 春彦一
春 彦一（はる ひこいち、1900年（明治33年）9月27日 - 1965年（昭和40年）11月2日）は、日本の地方官僚。官選岩手県知事、東京都副知事。

## 経歴
福岡県出身。春米吉の二男として生まれる。福岡県立嘉穂中学校、第三高等学校を卒業。1924年11月、高等試験行政科試験に合格。1925年3月、東京帝国大学法学部法律学科（英法）を卒業。同年4月、東京市役所事務員となり電気局庶務課に配属された。
以後、東京市主事、電気局庶務課長、企画局庶務課長、同企画課長、同財務課長、総務局文書課長、電気局総務課長、東京市理事・電気局電車部長、市長室企画部長、東京都交通局総務課長、港湾局長、交通局長などを歴任。
1946年1月、岩手県知事に就任。同年12月、東京都に復帰し労働局長に就任。1947年2月、岩手知事選挙に出馬のため都を退職したが落選した。同年、関東配電取締役となる。1950年5月から1955年9月まで東京都副知事を務めた。
その後、新日本観光 (株) 社長、東京都住宅公社理事長を歴任。

## 親族
- 義父 大崎清作（衆議院議員、妻の父）

## 伝記
- 「春さんを偲ぶ」刊行会編『春さんを偲ぶ』「春さんを偲ぶ」刊行会、1966年。